# هيرمان جيمس
هيرمان جيمس (بالإنجليزية: Herman James)‏ هو معلم أمريكي، ولد في 1943، وتوفي في 2 أكتوبر 2010.